# Francesc Bonet i Dalmau
Francesc Bonet i Dalmau (Valls, 1840-Barcelona, 1898) fue un ingeniero industrial e inventor español de origen catalán, fabricante del sector textil, apasionado de la ópera y de los viajes, que en 1889 patentó y construyó el primer automóvil con motor de explosión en España, conocido como Bonet.

## Biografía
Francesc Bonet era hijo de Carles Bonet i Vallverdú y Paula Dalmau i Comas, ambos de Valls. Se casó con Paula Duran i Donato.
Poseía una fábrica textil en la calle de la Diputación de Barcelona, donde además de realizar su actividad industrial, construyó un pabellón para probar nuevas voces de la ópera, consiguiendo lanzar a la fama a grandes sopranos como María Barrientos y Josefina Huguet. La fábrica textil de Bonet fue además la primera en España que utilizó máquinas tricotosas.
Bonet viajó a París en 1889 con motivo de la Exposición Universal, donde conoció “los vehículos que se movían sin caballos” y que en España aún eran desconocidos, por lo que decidió comprar un motor Daimler para construir su propio automóvil. El 12 de diciembre de ese mismo año, tres meses más tarde de su visita a la Exposición de París, solicitó una patente de invención para «vehículos de varias ruedas movidos por motor de explosión», que se registró con el número de patente 10.313 el 15 de enero de 1890.
En los planos iniciales del vehículo patentado, el automóvil a construir tenía 4 ruedas y transmisión por cadena y diferencial, pero lo que realmente construyó, fue un triciclo con dos ruedas delante y una motriz detrás, equipado con motor Daimler. En el verano de 1890 se podía ver circular el triciclo por las calles de Barcelona, hecho que causaba asombro y espanto entre los transeúntes. Tan poca era su potencia, que escasamente podía superar la pendiente del Paseo de Gracia de Barcelona. Desde entonces, Francesc Bonet fue conocido como «el hombre del coche sin caballos». En marzo de 1894, Francesc Bonet obtuvo una patente que le concedía durante 5 años la exclusiva para fabricar cualquier vehículo con motor de explosión.
Además de las patentes antes mencionadas, Francesc Bonet también obtuvo la patente 10.314 para «lanchas accionadas por motores de explosión», y la 10.377 para una «máquina con motor simplificada de gas o vapor».
Francesc Bonet falleció en Barcelona en el verano de 1898, a los 57 años de edad. Dos réplicas de su automóvil Bonet, construidas artesanalmente a finales de los años 1980, se pueden ver en el Museo del automóvil de Sils y en el Museo de la Automoción de Salamanca.

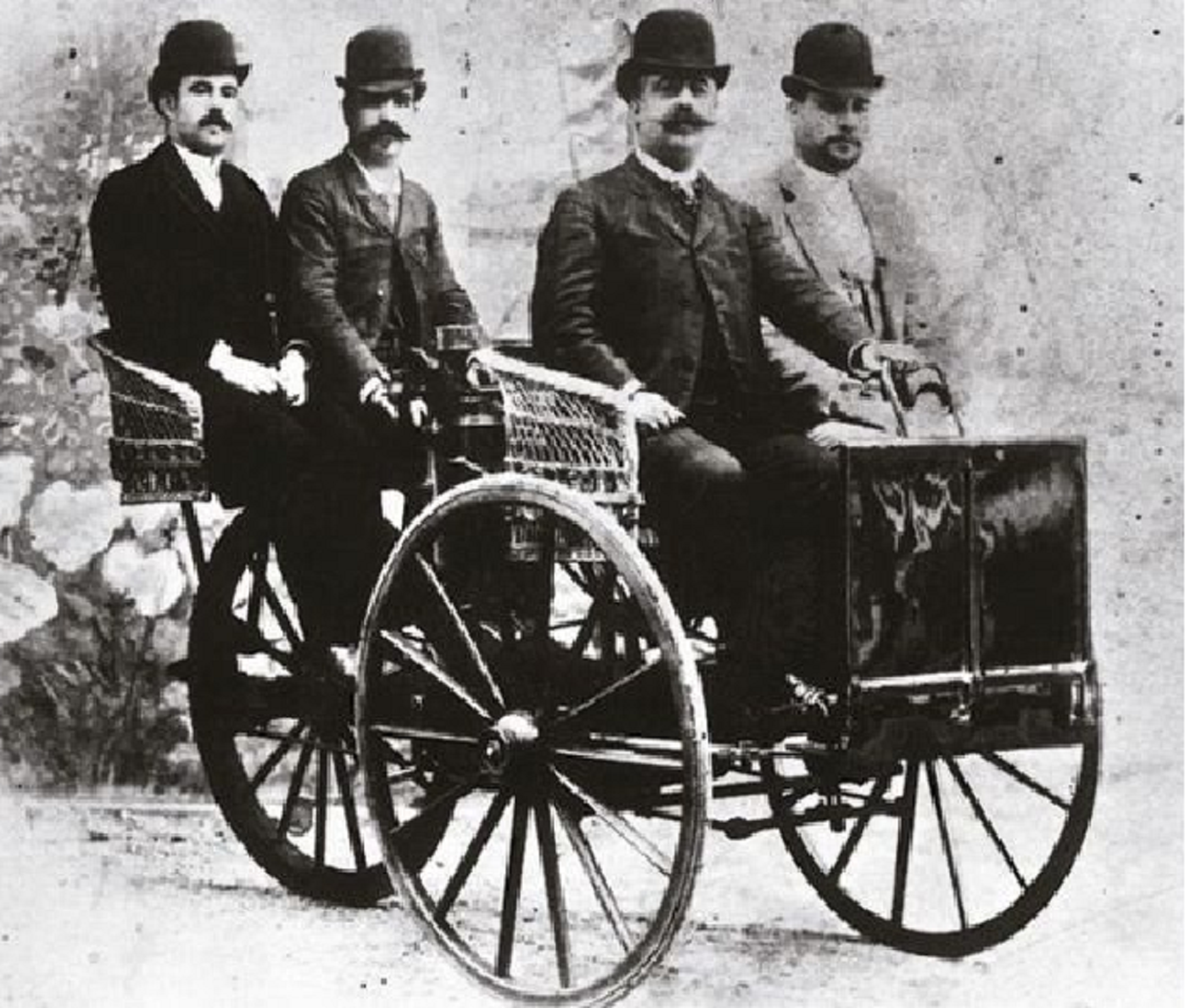
Francesc Bonet fotografiado con su triciclo y unos acompañantes, hacia 1890.
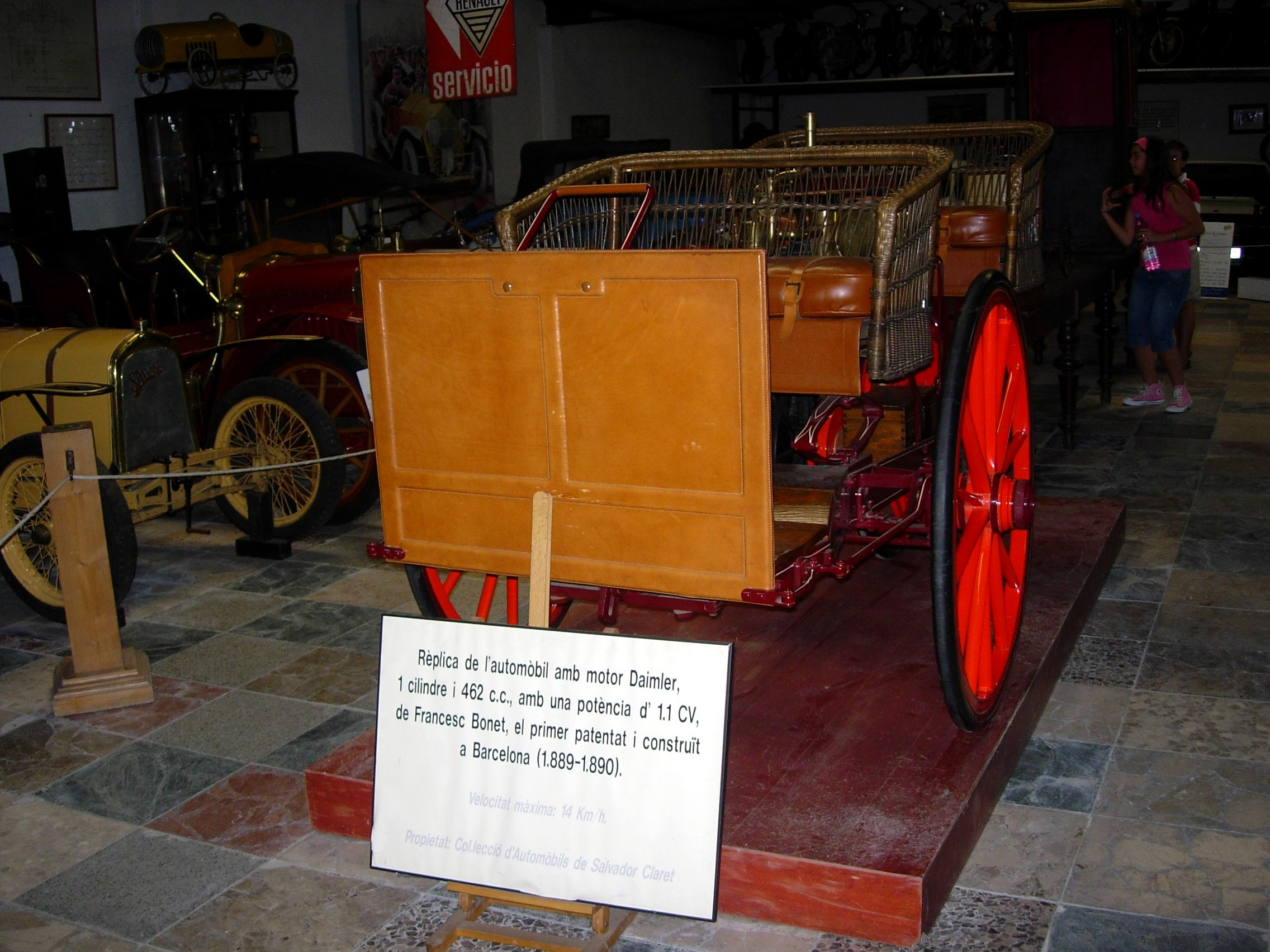
Réplica del Bonet de 1889 que se conserva en el Museo de Salvador Claret.